# Jorge Ramos (zapaśnik)
Jorge Ramos Caron (ur. 2 lutego 1949) – kubański zapaśnik walczący w stylu wolnym. Dwukrotny olimpijczyk. Zajął ósme miejsce w Monachium 1972 i dziewiąte w Montrealu 1976. Walczył w wadze koguciej.
Złoty medalista igrzysk panamerykańskich w 1975 i srebrny w 1971. Triumfator igrzysk Ameryki Środkowej i Karaibów w 1970 i 1974 roku.

## Letnie Igrzyska Olimpijskie 1972
| Konkurencja | Eliminacje          | Eliminacje            | Eliminacje              | Eliminacje    | Eliminacje          | Klas. końcowa |
| Konkurencja | Przeciwnik I        | Przeciwnik II         | Przeciwnik III          | Przeciwnik IV | Przeciwnik V        | Miejsce       |
| ----------- | ------------------- | --------------------- | ----------------------- | ------------- | ------------------- | ------------- |
| -57 kg      | Allah Ditta (PAK) Z | Ghulam Sideer (AFG) Z | Nicolae Dumitru (ROU) Z | "wolny los" Z | Horst Mayer (GDR) P | 8.            |

## Letnie Igrzyska Olimpijskie 1976
| Konkurencja | Eliminacje            | Eliminacje               | Eliminacje           | Eliminacje                   | Klas. końcowa |
| Konkurencja | Przeciwnik I          | Przeciwnik II            | Przeciwnik III       | Przeciwnik IV                | Miejsce       |
| ----------- | --------------------- | ------------------------ | -------------------- | ---------------------------- | ------------- |
| -57 kg      | László Klinga (HUN) P | Amrik Singh Gill (GBR) Z | Moisés López (MEX) Z | Megdijn Chojlogdordż (MGL) P | 9.            |